# Mirosław Iwan
Mirosław Iwan (ur. 8 listopada 1968) – polski piłkarz występujący na pozycji napastnika.

## Kariera piłkarska
Przez większą część kariery występował w klubach z niższych lig. Wiosną sezonu 1992/93 został zawodnikiem Warty Poznań, w której występował do końca rundy jesiennej sezonu 1995/1996.

## Życie prywatne
Jego brat, Tomasz, był reprezentantem Polski i zawodnikiem m.in. Feyenoordu i Austrii Wiedeń.
- Najmłodszy brat Piotr był piłkarzem m.in. Jantaru Ustka